# Ішимбайський газопереробний завод
Ішимбайський газопереробний завод – колишнє підприємство нафтогазової промисловості. Перший газопереробний завод на території Башкирії.
В 1943-му на Ішимбайському нафтовому промислі спорудили та ввели в дію газоліновий завод (в подальшому рахувався як газонафтопереробна установка Ішимбайського НПЗ). Поява газолінового заводу була викликана бажанням використати ресурс супутнього газу для продукування бензину. Для створення нового виробництва в умовах радянсько-германської війни використали компресорну станцію, яку спорудили ще в 1938-му в межах проекту газліфтного видобутку нафти, та доповнили її блоками абсорбції, стабілізації бензину та установкою очистки газу від сірководню (останню додали в 1944-му).   
По завершенні війни, у 1946-му, завод модернізували та надали йому можливість вилучення ізобутану. 
Отриманий після вилучення цільових продуктів газ було можливо використовувати як паливо (варто відзначити, що окрім НПЗ в районі Ішимбаю з 1951 та 1957 років діяли Салаватська ТЕЦ та Стерлітамацька ТЕЦ, втім, вже у 1959 та 1961 роках сюди вивели газопроводи Шкапово – Ішимбай та Кумертау – Ішимбай). 
В 1972-му установка пройшла через ще одну модернізацію, після якої її продукцією були газовий бензин, ізобутан, бутан та зріджений паливний газ (пропан-бутанова фракція).
В 1989-му установка припинила роботу у зв’язку з перепрофіліюванням Ішимбайського НПЗ на випуск каталізаторів.